# Błękitna głębia 2: Rafa
Błękitna głębia 2: Rafa (ang. Into the Blue 2: The Reef) – amerykański film przygodowy z 2009 roku w reżyserii Stephena Hereka. Kontynuacja filmu Błękitna głębia z 2005 roku.

## Opis fabuły
Sebastian (Chris Carmack) i Dani (Laura Vandervoort) są nurkami, którzy uwielbiają ryzyko. Wspólna pasja cementuje ich związek. Nie wahają się więc, gdy dostają intratną propozycję. W zamian za pokaźne wynagrodzenie mają doprowadzić grupę nurków do legendarnego skarbu Krzysztofa Kolumba. Znajduje się on prawdopodobnie w okolicy rafy otaczającej wyspę, na której mieszkają. Wkrótce para wraz z towarzyszami swojej wyprawy rusza na podwodną wyprawę. Dopiero na miejscu okazuje się, że bogaci zleceniodawcy nie byli z nimi do końca szczerzy. Niebezpieczna eskapada okaże się trudnym testem charakteru i umiejętności wszystkich jej uczestników. Dla Sebastiana i Dani stanie się także sprawdzianem łączącego ich uczucia.

## Obsada
- Chris Carmack jako Sebastian White
- Laura Vandervoort jako Dani White
- Mircea Monroe jako Kimi Milligan
- Michael Graziadei jako Mace
- Audrina Patridge jako Kelsey
- Marsha Thomason jako Azra Tate
- David Anders jako Carlton
- Gina Torres jako Marlena
- Rand Holdren jako Avery Lee
- Parvati Shallow jako Parvati
- Amanda Kimmel jako Amanda
- Mark Kubr jako Milos